# Хилсдејл (Њу Џерзи)
Хилсдејл (енгл. Hillsdale) град је у америчкој савезној држави Њу Џерзи.

## Демографија
По попису из 2010. године број становника је 10.219, што је 132 (1,3%) становника више него 2000. године.
| Група             | 2000.         | 2010.         |
| Белци             | 8.983 (89,1%) | 8.590 (84,1%) |
| Афроамериканци    | 86 (0,9%)     | 103 (1,0%)    |
| Азијати           | 512 (5,1%)    | 640 (6,3%)    |
| Хиспаноамериканци | 429 (4,3%)    | 794 (7,8%)    |
| Укупно            | 10.087        | 10.219        |